# Olasz matematikusok listája
Híres olasz matematikusok:
| Ábécé szerinti tartalomjegyzék                                                                           |
| --- |
| A, Á B C Cs D Dz Dzs E, É F G Gy H I, Í J K L Ly M N Ny O, Ó Ö, Ő P Q R S Sz T Ty U, Ú Ü, Ű V W X Y Z Zs |

## A
- Marco Abate (Milánó, 1962 –)
- Pietro Abbati Marescotti (Modena, 1768 – Modena, 1842)
- Maria Gaetana Agnesi (Milánó, 1718 – Milánó, 1799)
- Cataldo Agostinelli (Ceglie Messapica, 1894. – Torino, 1988)
- Amedeo Agostini (Porretta Terme, 1892 – Livorno, 1958)
- Cesare Aimonetti (Caluso, 1868 – 1950)
- Rosario Alagna (Partanna, 1853 – Palermo, 1924)
- Cristoforo Alasia (Sassari, 1869 – Albenga, 1918)
- Giacomo Albanese (Geraci Siculo, 1890 – São Paulo, 1947)
- Giuseppe Albeggiani (Palermo, 1818 – Palermo, 1892)
- Michele Luigi Albeggiani (Palermo, 1852 – Palermo, 1943)
- Giovanni Alberti (Ferrara, 1965 –)
- Maria Ales (Trapani, 1899 –)
- Alberto Alessio (Schio, 1872 – Crespano del Grappa, 1944)
- Italo Amaldi (Bozzolo, 1864 – Schio, 1940)
- Ugo Amaldi (Verona, 1875 – Róma, 1957)
- Domenico Amanzio (Marano di Napoli, 1854 – Nápoly, 1908)
- Vincenzo Amato (Taranto, 1881 – Catania, 1963)
- Enrico Amaturo (Salerno, 1863 –)
- Antonio Ambrosetti (Bari, 1944 – Velence, 2020)
- Luigi Ambrosio (Alba, 1963 –)
- Luigi Amerio (Padova, 1912 – Milánó, 2004)
- Federico Amodeo (Avellino, 1859 – Nápoly, 1946)
- Luigi Amoroso (Nápoly, 1886 – Róma, 1965)
- Giulio Andreoli (Nápoly, 1892 – 1969)
- Aldo Andreotti (Firenze, 1924 – Pisa, 1980)
- Enrico Arbarello (Róma, 1945 –)
- Andrea Argoli (Tagliacozzo, 1570 – Padova, 1657)
- Agostino Ariani (Nápoly, 1672 – 1748)
- Angelo Armenante (Potenza, 1844 – Róma, 1878)
- Gino Arrighi (Lucca, 1906 - Lucca, 2001)
- Emilio Artom (Torino, 1888 – Torino, 1952)
- Cesare Arzelà (Santo Stefano di Magra, 1847 – Santo Stefano di Magra, 1912)
- Ferdinando Aschieri (Modena, 1844 – Pavia, 1907)
- Enrico Ascione (Nápoly, 1869 –)
- Giulio Ascoli (Trieszt, 1843 – Milánó, 1896)
- Guido Ascoli (Livorno, 1887 – Torino, 1957)
- Toscolano-Maderno (Gaiono, 1753 – Padova, 1827)
- Mattia Azzarelli (Spello, 1811 – Róma, 1897)

## B
- Emilio Bajada (Tunisz, 1914 - Modena, 1984)
- Mario Baldassarri (Padova, 1920 - Padova, 1964)
- Bernardino Baldi (Urbino, 1533 - Urbino, 1617)
- Ubaldo Barbieri (Lecce, 1874 - Genova, 1945)
- Giuseppe Bardelli (Sedriano, 1837 - Milánó, 1908)
- Pacifico Barilari (Pesaro, 1813 - Pesaro, 1898)
- Giovanni Barsotti (Lucca, 1799 - 1870)
- Jacopo Barsotti (Torino, 1921 - Padova, 1987)
- Giuseppe Bartolozzi (Grammichele, 1905 - Palermo, 1982)
- Anselmo Bassani (Novaledo, 1856 - Velence, 1911)
- Laura Bassi (Bologna, 1711 - 1778)
- Giuseppe Battaglini (Nápoly, 1826 - Nápoly, 1894)
- Alberto Maria Bedarida (Torino, 1890 - Genova, 1957)
- Giacomo Bellacchi (Altamura, 1838 - Firenze, 1924)
- Giusto Bellavitis (Bassano del Grappa, 1803 - Tezze sul Brenta, 1880)
- Antonio Bellino Rosina (Canda, 1904 - Ferrara, 1975)
- Margherita Beloch Piazzolla (Frascati, 1879 - Róma, 1976)
- Eugenio Beltrami (Cremona, 1836 - Róma, 1900)
- Piero Benedetti (Castel del Piano, 1876 - Pisa, 1933)
- Rodolfo Benevento (Sestri Levante, 1943 - 1991)
- Vladimiro Bernstein (Szentpétervár, 1900 - Milánó, 1936)
- Eugenio Bertini (Forlì, 1846 - Pisa, 1933)
- Luigi Berzolari (Nápoly, 1863 - Pavia, 1949)
- Enrico Betti (Pistoia, 1823 - Soiana, 1892)
- Emilio Bianchi (Maderno sul Garda, 1875 - Merate, 1941)
- Pietro Blaserna (Fiumicello, 1836 - Róma, 1918)
- Enrico Bombieri (Milánó, 1940 –)
- Enrico Bompiani (Róma, 1889 - 1975)
- Carlo Bonacini (Modena, 1867 - Modena, 1944)
- Colombo Bonaparte (Torino, 1902 - Torino, 1989)
- Carlo Emilio Bonferroni (Bergamo, 1892 - Firenze, 1960)
- Giovanni Alfonso Borelli (Nápoly, 1608 - Róma, 1679)
- Piero Borgi (Velence, 1424 - 1484)
- Giovanni Antonio Borrelli (Messina, 1613 - 1679)
- Ettore Bortolotti (Bologna, 1866 - Bologna, 1947)
- Umberto Bottazzini, (Viadana, 1947, –)
- Giovanni Bottino Barzizza (Vercelli, 1879 - Milánó, 1924)
- Andrea Brigaglia (Marsala, 1898 - Palermo, 1994)
- Alberto Bressan (Velence, 1956 –)
- Francesco Brioschi (Milánó, 1824 - Milánó, 1897)
- Vincenzo Brunacci (Firenze, 1768 - Pavia, 1818)
- Annalisa Buffa (1973 –)

## C
- Angelina Cabras (Oristano, 1898 – Cagliari, 1993)
- Antonio Caccianino (1764 - Milánó, 1838)
- Renato Caccioppoli (Nápoly, 1904 - Nápoly, 1959)
- Federico Cafiero (Riposto, 1914 - Nápoly, 1980)
- Renato Calapso (Palermo, 1901 - Messina, 1976)
- Bruto Caldonazzo (Valdagno, 1886 - Firenze, 1960)
- Luigi Campedelli (Castelnuovo di Garfagnana, 1903 - Firenze, 1978)
- Francesco Paolo Cantelli (Palermo, 1875 - Róma, 1966)
- Alfredo Capelli (Milánó, 1855 - Nápoly, 1910)
- Ernesto Capocci di Belmonte (Picinisco, 1798 - Nápoly, 1864)
- Olivia Caramello (1984 –)
- Gerolamo Cardano (Pavia, 1501 - Róma, 1576)
- Paolo Casati (Piacenza, 1617 - Parma, 1707)
- Filiberto Castellano (Pietra Marazzi, 1860 - Torino, 1919)
- Benedetto Castelli (Brescia, 1577 - Róma, 1643)
- Alberto Cattaneo (Milánó, 1967 –)
- Alessandra Celletti (Róma, 1962 –)
- Giovanni Ceva (Milánó, 1647 - Mantova, 1734)
- Tommaso Ceva (Milánó, 1648 - Milánó, 1737)
- Luigi Chierchia (1957 –)
- Oscar Chisini (Bergamo, 1889 - Milánó, 1967)
- Edgardo Ciani (Rocca San Casciano, 1864 - Rocca San Casciano, 1942)
- Silvio Cinquini (Pavia, 1906 - Pavia, 1998)
- Michele Cipolla (Palermo, 1880 - Palermo, 1947)
- Umberto Cisotti (Voghera, 1882 - Milánó, 1946)
- Emilio Clauser (Milánó, 1917 - Milánó, 1986)
- Delfino Codazzi (Lodi, 1824 - Pavia, 1875)
- Antonio Collalto (Velence, 1765 - Padova, 1820)
- Giuseppe Colombo (Padova, 1920 - Padova, 1984)
- Annibale Comessatti (Udine, 1886 - Padova, 1945)
- Francesco Contarino (Reggio Calabria, 1855 - Nápoly, 1933)
- Alberto Conte (Asti, 1942 –)
- Maurizio Cornalba (1947 –)
- Salvatore Correnti (Palermo, 1899 - Palermo, 1948)
- Filippo Corridi (Livorno, 1806 - 1877)
- Pietro Corvaja (Padova, 1967 –)
- Pietro Cossali (Verona, 1748 - Padova, 1815)
- Umberto Crudeli (Macerata, 1878 - Ascoli Piceno, 1959)
- Antonio Cua (Taverna, 1819 - Resina, 1899)
- Marco Cugiani (Novara, 1918 - Milánó, 2003)

## D
- Germano D’Abramo (1973 –)
- Gianni Dal Maso (Vicenza, 1954 –)
- Ennio De Giorgi (Lecce, 1928 - Pisa, 1996)
- Corrado de Concini (Róma, 1949 –)
- Camillo De Lellis (San Benedetto del Tronto, 1976 – )
- Vincenzo De Rossi Re (Róma, 1834 - Róma, 1888)
- Antonio De Zolt (Conegliano, 1847 - Milánó, 1926)
- Modesto Dedò (Gerenzano, 1914 - Lugano, 1991)
- Scipione del Ferro (Bologna, 1465 - Bologna, 1526)
- Guidobaldo Del Monte (Pesaro, 1545 - Mombaroccio, 1607)
- Giorgio Dendi (Trieszt, 1958 –)
- Ulisse Dini (Pisa, 1845 - Pisa, 1918)
- Giovanni Battista Donati (Pisa, 1826 - Firenze, 1873)
- Luigi Donati (Fossombrone, 1846 - Bologna, 1932)
- Sergio Doplicher (Trieszt, 1940 -)
- Paolo Dore (Firenze, 1892 - Bologna, 1969)
- Alessandro Dorna (Asti, 1825 - Torino, 1887)
- Enrico Ducci (Fermo, 1864 - Nápoly, 1940)

## E
- Renato Einaudi (Torino, 1909 – Pisa, 1976)
- Federigo Enriques (Livorno, 1871 – Róma, 1946)

## F
- Giovanni Fagnano dei Toschi (Senigallia, 1715 - Senigallia, 1797)
- Giulio Fagnano dei Toschi (Senigallia, 1682 - Senigallia, 1766)
- Aureliano Faifofer (Borgo Valsugana, 1843 - Velence, 1909)
- Antonio Fais (Ploaghe, 1841 - Sassari, 1925)
- Bruno Faleschini (Róma, 1925 - Bologna, 1973)
- Gino Fano (Mantova, 1871 - Verona, 1952)
- Luigi Fantappié (Viterbo, 1901 - Viterbo, 1956)
- Barbara Fantechi (1966 –)
- Giovanni Taddeo Farini (Russi, 1778 - Padova, 1822)
- Antonio Favaro (Padova, 1847 - Padova, 1922)
- Gaetano Fazzari (Tropea, 1856 - Messina, 1935)
- Urbano Federighi (Calci, 1916 - Pisa, 1974)
- Riccardo Felici (Parma, 1819 - Sant’Alessio, 1902)
- Emanuele Fergola (Nápoly, 1830 - Nápoly, 1915)
- Nicola Fergola (1753 - 1824)
- Lodovico Ferrari (Bologna, 1522 - Bologna, 1565)
- Giuseppe Ferrario (Luino, 1877 - Milánó, 1932)
- Camillo Ferrati (Torino, 1822 - Torino, 1888)
- Annibale Ferrero (Torino, 1840 - Torino, 1902)
- Fibonacci (Pisa, 1170 - Pisa, 1250)
- Alessio Figalli (Róma, 1984 –)
- Aldo Finzi (Mantova, 1878 - Róma, 1934)
- Cesare Finzi (Firenze, 1836 - Firenze, 1908)
- Francesco Flores D'Arcais (Cagliari, 1849 - Padova, 1927)
- Niccolò Tartaglia (Brescia 1499 - Velence, 1557)
- Vittorio Fossombroni (Arezzo, 1754 - Firenze, 1844)
- Mauro Francaviglia (Torino, 1953, – Arcavacata, 2013)
- Paolo Frisi (Milánó, 1728 - Milánó, 1784)
- Nicola Fusco (Nápoly, 1956 –)

## G
- Emilio Gagliardo (Genova, 1930 – Genova, 2008)
- Dionigi Galletto (Monasterolo di Savigliano, 1932 – Torino, 2011)
- Michele Gebbia (Palermo, 1854 – Palermo, 1929)
- Mariano Giaquinta (Caltagirone, 1947 –)
- Antonio Giorgilli (1949 –)
- Enrico Giusti (Priverno, 1940 –)
- Paolo Gorini (Pavia, 1813 – Lodi, 1881)
- Luigi Guido Grandi (Cremona, 1671 – Pisa, 1742)
- Renato Guarini (Nápoly, 1932 –)

## I
- Mario Italiani (Cremona, 1929 – Milánó, 2019)

## K
- Giulio Krall (Trieszt, 1901 – Róma, 1971)

## L
- Joseph Louis Lagrange (Torino, 1736 – Párizs, 1813)
- Giuseppe Lauricella (Agrigento, 1867 – Catania, 1913)
- Beppo Levi (Torino, 1875 – Rosario, 1961)
- Tullio Levi-Civita (Padova, 1873 – Róma, 1941)
- Roberto Longo (Róma, 1953 –)
- Giuseppe O. Longo (Forlì, 1941 –)

## M
- Antonio Maria Lorgna (Cerea, 1735 – Verona, 1796)
- Gian Antonio Maggi (Milánó, 1856 – Milánó, 1937)
- Gianfrancesco Malfatti (Ala, 1731 – Ferrara, 1807)
- Alessandro Marchetti (Empoli, 1633 – Pisa, 1714)
- Lorenzo Mascheroni (Bergamo, 1750 – Párizs, 1800)
- Francesco Maurolico (Messina, 1494 – Messina, 1575)
- Pietro Mengoli (Bologna, 1626 – Bologna, 1686)
- Serafino Rafaele Minich (Velence, 1808 – Padova, 1883)
- Luciano Modica (Catania, 1950 – Pisa, 2021)
- Giacinto Morera (Novara, 1856 – Torino, 1909)
- Ugo Morin (Trieszt, 1901 – Padova, 1968)
- Ottaviano Fabrizio Mossotti (Novara, 1791 – Portici, 1863)

## O
- Piergiorgio Odifreddi (Cuneo, 1950 –)
- Adalberto Orsatti (Chieti, 1937 – Padova, 2005)

## P
- Ernesto Padova (Livorno, 1845 – Padova, 1896)
- Giuseppe Palamà (Sogliano Cavour, 1898 – 1959)
- Alberto Pascal (Pavia, 1894 – Vicenza, 1918)
- Giuseppe Peano (Spinetta di Cuneo, 1858 – Torino, 1932)
- Mauro Picone (Palermo, 1885 – Róma, 1977)
- Salvatore Pincherle (Trieszt, 1853 – Bologna, 1936)
- Gabrio Piola (Milánó, 1794 – Giussano, 1850)
- Giovanni Antonio Amedeo Plana (Voghera, 1781 – Torino, 1864)
- Giovanni Poleni (Velence, 1685 – Padova, 1761)
- Giovanni Prodi (Scandiano, 1925 – Pisa, 2010)
- Carlo Pucci (Firenze, 1925 – Firenze, 2003)

## Q
- Alfio Quarteroni (Ripalta Cremasca, 1952 –)

## R
- Lucio Lombardo Radice (Catania, 1916 – Brüsszel, 1982)
- Michele Rajna (Sondrio, 1854 – Teglio, 1920)
- Arturo Reghini (Firenze, 1878 – Budrio, 1946)
- Jacopo Riccati (Velence, 1676 – Treviso, 1754)
- Vincenzo Riccati (Castelfranco Veneto, 1707 – Treviso, 1775)
- Giancarlo Rota (Vigevano, 1932 – Cambridge, 1999)
- Paolo Ruffini (Valentano, 1765 – Modena, 1822)

## S
- Umberto Scarpis (Padova, 1861 – Bologna, 1921)
- Beniamino Segre (Torino, 1903 – Frascati, 1977)
- Corrado Segre (Saluzzo, 1863 – Torino, 1924)
- Francesco Severi (Arezzo, 1879 – Róma, 1961)
- Antonio Signorini (Arezzo, 1888 – Róma, 1963)
- Guido Stampacchia (Nápoly, 1922 – Párizs, 1978)

## T
- Evangelista Torricelli (Róma, 1608 – Firenze, 1647)
- Virgilio Trettenero (Recoaro Terme, 1822 – Padova, 1863)

## V
- Giovanni Vacca (Genova, 1872 – Róma, 1953)
- Luca Valerio (Nápoly, 1553 – Nápoly, 1618)
- Giuseppe Veronese (Chioggia, 1854 – Padova, 1917)
- Edoardo Vesentini (Róma, 1928 – Pisa, 2020)
- Giuseppe Vitali (Ravenna, 1875 – Bologna, 1932)
- Giulio Vivanti (Mantova, 1859 – Milánó, 1949)
- Vincenzo Viviani (Firenze, 1622 – Firenze, 1703)
- Vito Volterra (Ancona, 1860 – Róma, 1940)

## X
- Leonardo Ximenes (Trapani, 1716 – Firenze, 1786)

## Z
- Michele Zannotti (San Severo, 1803 – Nápoly, 1874)
- Giuseppe Zurria (Catania, 1810 – Catania, 1896)